# Mathias Brodkorb

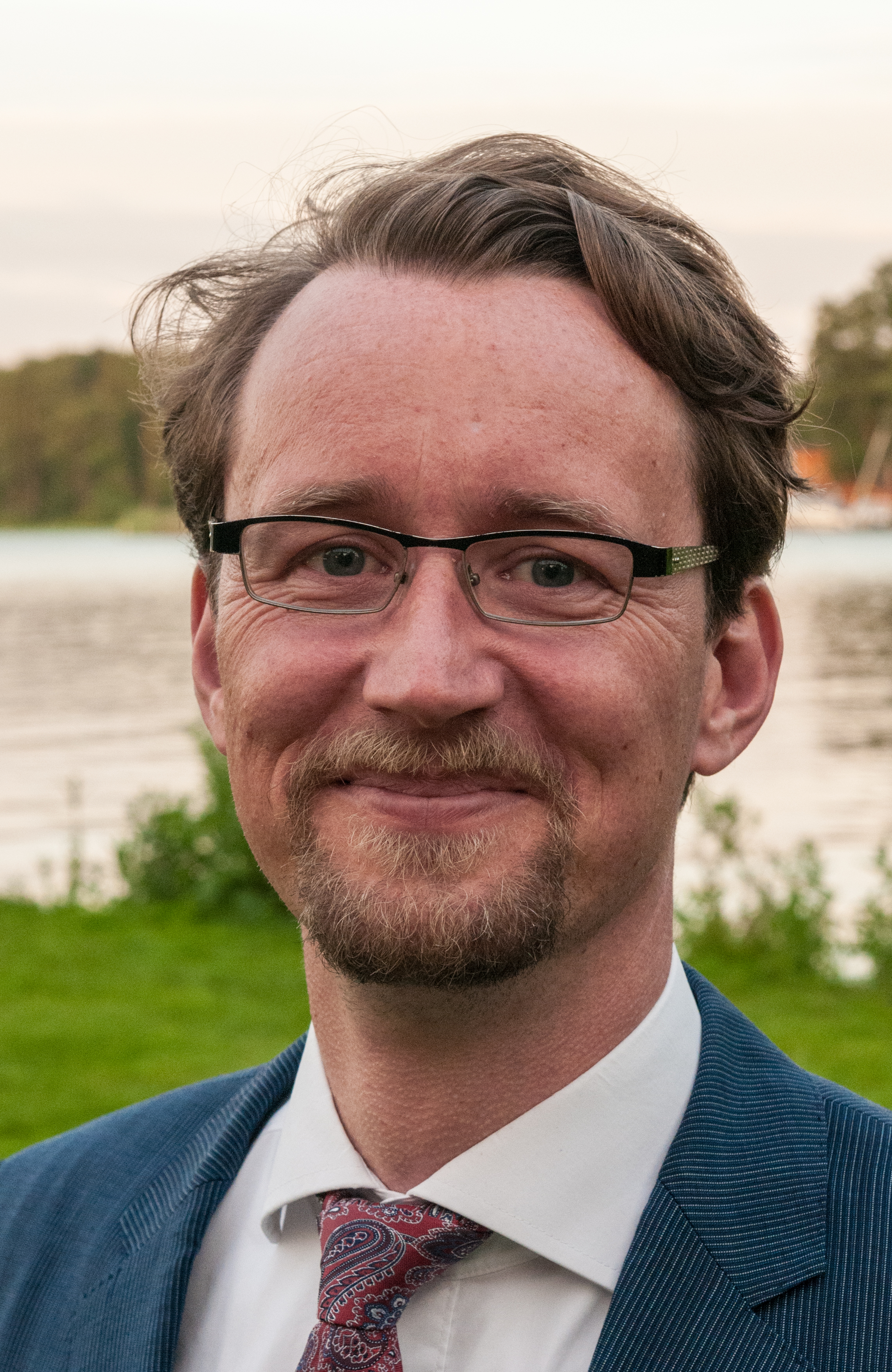
Mathias Brodkorb (2017)

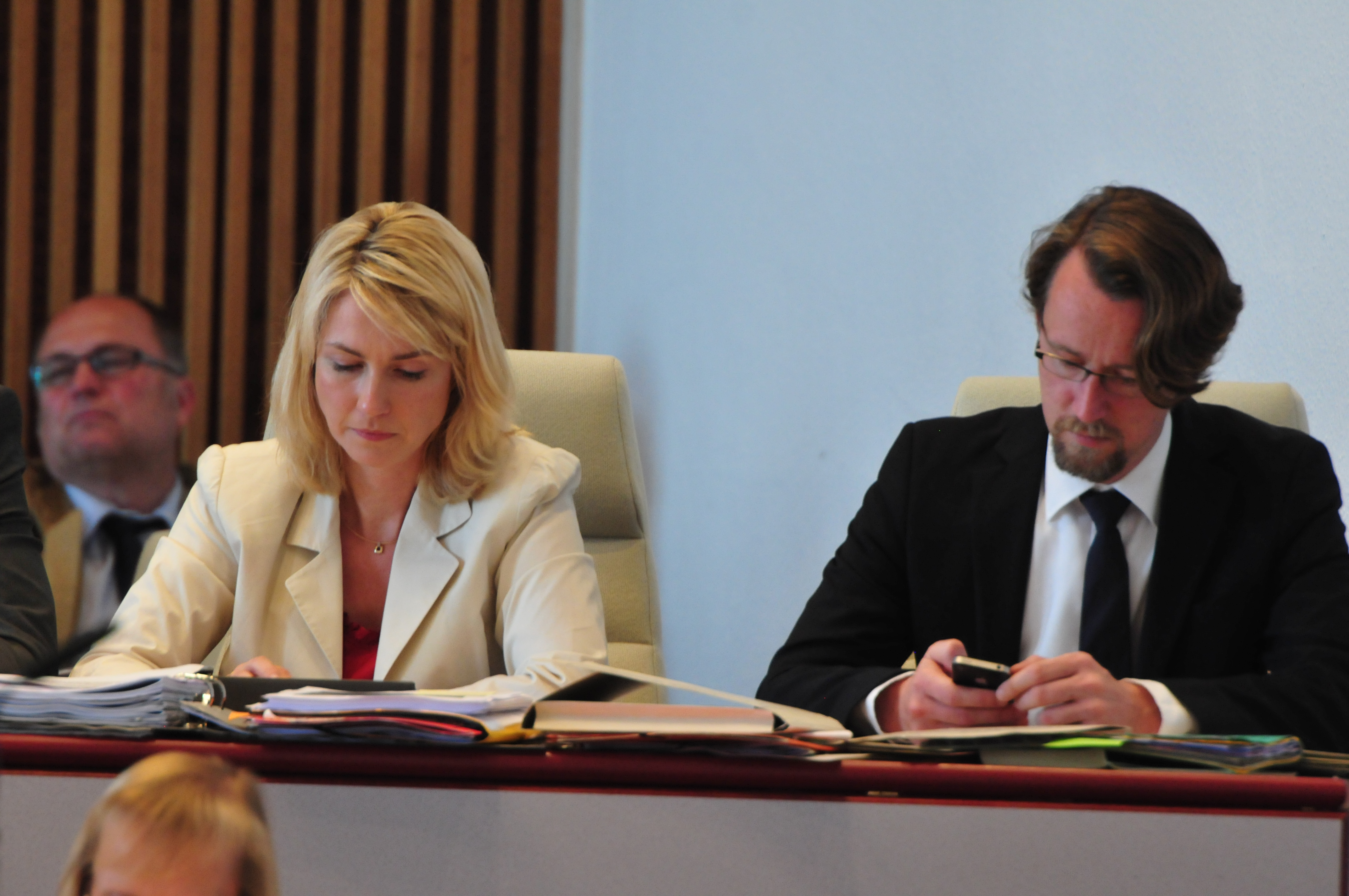
Mathias Brodkorb (rechts) neben Manuela Schwesig (2013)

Mathias Brodkorb (* 20. März 1977 in Rostock) ist ein deutscher Politiker (SPD) und Journalist. Brodkorb befasste sich als Gründer und Hauptautor des Projekts Endstation Rechts mit der Erforschung rechtsextremistischer Ideologien. Von 2016 bis 2019 war er Finanzminister des Landes Mecklenburg-Vorpommern, zuvor von Oktober 2011 bis Oktober 2016 Minister für Bildung, Wissenschaft und Kultur des Landes Mecklenburg-Vorpommern und vom 20. September 2016 bis November 2016 Vorsitzender der SPD-Fraktion im Landtag Mecklenburg-Vorpommern, dem er von 2002 bis 2019 angehörte.
Im Oktober 2019 legte Brodkorb das Landtagsmandat nieder, um im Bildungsministerium unter Bettina Martin als Sonderbeauftragter den Posten des Aufsichtsratschefs der Universitätsmedizin Rostock und der Universitätsmedizin Greifswald zu übernehmen. Anfang März 2022 wurde der Vertrag vorfristig gegen eine Abfindung im gegenseitigen Einvernehmen mit dem Land aufgelöst.
Seit 2018 ist er Kolumnist des Monats-Magazins Cicero.

## Leben
Brodkorbs Familie reiste 1987 aus der DDR in die Heimat des Vaters nach Korneuburg/Österreich aus. 1992 kehrte er in seine Geburtsstadt Rostock zurück. Dort legte er 1996 das Abitur ab und studierte nach dem Zivildienst ab 1997 an der Universität Rostock Philosophie und Altgriechisch, unter anderem bei Wolfgang Bernard und Markus Schmitz. Brodkorb schloss sein Studium 2005 mit dem Magister der Philosophie ab.
Von 1994 bis 1997 war Brodkorb Mitglied der Partei des Demokratischen Sozialismus (PDS) und engagierte sich dort in der Kommunistischen Plattform. Die Beschäftigung mit dem Marxismus führte ihn zur Philosophie. Im Laufe des Studiums distanzierte sich Brodkorb zunehmend vom Kommunismus. 1997 wechselte er zur SPD, wurde dort 1998 für zwei Jahre Landesvorsitzender der Jusos und gehörte dem SPD-Landesvorstand von 1999 bis 2009 an. Zunehmend bekannt wurde er mit Aktivitäten in der Hochschulpolitik und der Bekämpfung des Rechtsextremismus mit dem von ihm initiierten Projekten Endstation Rechts, Storch Heinar, dem Adebor Verlag und dem Magazin Horizonte (2002–2015).
Bei der Wahl in Mecklenburg-Vorpommern 2002 wurde er über die SPD-Landesliste in den Landtag gewählt und gehörte ihm von Oktober 2002 bis Oktober 2019 an. Nach einem weiteren Einzug über die Landesliste nach der Landtagswahl 2006 wurde er Wahl 2011 als Abgeordneter des Wahlkreises 6 Rostock III direkt gewählt. Von Oktober 2008 bis Oktober 2011 war Brodkorb stellvertretender Vorsitzender der Landtagsfraktion. Im Jahr 2010 referierte er als Extremismusexperte auf Verfassungsschutztagungen, so auf einer des Verfassungsschutzes Niedersachsen am 16. September 2009 sowie am 24. Juni 2010 auf der Tagung Schwarze Blöcke rechts und links – Autonome Extremisten auf Gewaltkurs vom Verfassungsschutz Brandenburg.
Am 25. Oktober 2011 ernannte ihn Ministerpräsident Erwin Sellering zum Minister für Bildung, Wissenschaft und Kultur, er gehörte damit dem Kabinett Sellering II an.
Bei der Landtagswahl 2016 verteidigte Brodkorb sein Direktmandat. Er schied am 4. Oktober 2016 aus seinem Ministeramt aus, als der 7. Landtag sich konstituierte. Brodkorb war bereits am 20. September 2016 zum Vorsitzenden der SPD-Landtagsfraktion gewählt worden, nachdem sein Vorgänger Norbert Nieszery zur Landtagswahl nicht mehr angetreten war. Brodkorb wechselte auf Wunsch des Ministerpräsidenten, als dessen Vertrauter er galt. Zum Ende der Koalitionsverhandlungen Mitte Oktober wurde Brodkorb überraschend als neuer Finanzminister vorgestellt, er ersetzte die ausscheidende Heike Polzin. Er wurde mit dem neuen Kabinett Sellering III am 1. November 2016 vereidigt. Manuela Schwesig übernahm ihn in ihr Kabinett, als sie im Juli 2017 Ministerpräsidentin wurde. Sein Ministeramt legte Brodkorb jedoch am 29. April 2019 mit sofortiger Wirkung nieder; als Grund gab er persönliche und politische Differenzen mit Schwesig an. Er behielt sein Landtagsmandat und übernahm im Juni 2019 die Rolle des klimapolitischen Sprechers der Fraktion, verbunden mit einem Beitritt zum Rechts- und Agrarausschuss des Landtags. Nach seinem Mandatsverzicht im Oktober 2019 rückte Dagmar Kaselitz nach.
Im Jahr 2003 zählte ihn die Zeitschrift Neon zu den 100 wichtigsten jungen Deutschen. Begründet wurde dies mit seinem politischen, vor allem aber wissenschaftlichen Engagement gegen Rechtsextremismus.

## Politische Schwerpunkte
Bekannt wurde Brodkorb unter anderem, als er bei einem Jugendfestival im Seebad Prora auf der Insel Rügen im Jahr 2003 in einem Workshop zu aufklärerischen Zwecken aus Hitlers Mein Kampf las und mit Jugendlichen darüber diskutierte. Er wollte mit dieser Aktion auf den historischen Hintergrund des Veranstaltungsortes hinweisen. Prora wurde im Dritten Reich als KdF-Bad geplant und teilweise fertiggestellt. Jugendfestivals fanden in Prora zwischen 2003 und 2010 statt. Brodkorb forderte 2003 bereits die Veröffentlichung einer historisch-kritischen Gesamtausgabe des Hauptwerkes von Adolf Hitler, da nach Ablaufen des Urheberrechtsschutzes wenige Jahre später damit zu rechnen sei, dass rechtsextremistische Verlage mit dem Nachdruck erhebliche Umsätze generieren könnten.
Im Jahr 2004 veröffentlichte der Jungpolitiker sein Diskussionspapier Die Zukunft der Hochschullandschaft von Mecklenburg-Vorpommern bis zum Jahre 2020 mit Vorschlägen zu Hochschulveränderungen in Mecklenburg-Vorpommern unter dem Druck des demografischen Wandels in Ostdeutschland. Er plädierte unter anderem für die Einführung „nachgelagerter Studiengebühren“ für besserverdienende Hochschulabsolventen und bezifferte den strukturellen Konsolidierungsbedarf auf 48–69 Mio. Euro. Das Papier löste in Mecklenburg-Vorpommern zahlreiche Diskussionen aus. Einige Monate nach Erscheinen des Papiers stellte der damalige Bildungsminister Metelmann auf einer Fachkonferenz den Rückbaubedarf vor, der sich auf etwa 18 % der Gesamtausgaben belaufe.
Unter Brodkorbs Amtsführung im Bildungsministerium wurden in Mecklenburg-Vorpommern als einzigem Bundesland seit der Bologna-Reform wieder Diplom-Studiengänge angeboten, die aber schlecht angenommen wurden. In einem Monitor-Interview bezeichnete er die Bologna-Reform als Fehler. Unter den bundesdeutschen Bildungsministern fiel er auf, indem er mit Julian Nida-Rümelin den „Akademisierungswahn“ in der Bildungspolitik rügte und den von der SPD geprägten Schulsystemen in Hamburg und Bremen vorhielt, schulische Abschlüsse gegen zu geringe Leistungen zu vergeben. 2020 forderte er zusammen mit der Rostocker Sonderpädagogin Katja Koch in dem Buch Der Abiturbetrug, die deutsche Abiturientenquote auf 20 % zu halbieren und stellte sich damit gegen die Bildungspolitik seiner Partei seit den 1960er Jahren. Seine Umsetzungsvorstellungen (Plebiszit über den Bildungsföderalismus) erweckten weithin Befremden.
Brodkorb gehörte zu den Mitbegründern, Redakteuren und Herausgebern des von 2002 bis 2015 erscheinenden politischen Magazins horizonte. Er ist Mitbegründer der Internetseite endstation-rechts.de sowie der Initiative storch-heinar.de. Außerdem ist er Mitglied von Greenpeace.
2009 warf Brodkorb in einem offenen Brief der CDU-Politikerin Martina Krogmann vor, sich nicht vor das eigene Parteimitglied Rohbohm gestellt zu haben, als es zu Vorwürfen wegen seiner zeitweiligen journalistischen Tätigkeit bei der Zeitung Junge Freiheit kam und stattdessen selbst ihn angegriffen zu haben. Brodkorb schrieb, das Besondere an dem Verhalten Krogmanns sei gewesen, „daß nicht der politische Gegner jemanden zu Boden wirft und hernach auf den Gefallenen tritt (das war noch im Fall Krause so), sondern Sie dies selbst besorgen“. Die Politikerin bediene damit willfährig und offenbar aus eigenen Karriereinteressen Strukturmechanismen der medialen Öffentlichkeit, die letztlich alle treffen können und „Denn, seien wir einmal ehrlich, unter den Strukturmechanismen, unter denen heute Rohbohm und Krause leiden, litten noch vor einigen Jahrzehnten Linke – z. B. unter Axel Springer und Co. Seinerzeit reichten lange Haare, um als Bolschewist oder RAF-Terrorist zu gelten. Es könnte also auch alles wieder anders kommen.“
Zur Diskussion um die verschiedenen Parteiausschlussverfahren gegen Thilo Sarrazin meinte Brodkorb 2011, die Verfahrenseinstellung lasse nur zwei Schlussfolgerungen zu: Entweder dulde die SPD nun doch ab sofort Positionen, die aber nach Ansicht ihres Vorsitzenden Sigmar Gabriel eugenisch, sozialdarwinistisch und grundgesetzwidrig seien. Oder die gegen Sarrazin erhobenen Vorwürfe seien ehrverletzend, überzogen und von Anfang an rein taktisch motiviert gewesen. Brodkorb unterstellte ein programmatisches Defizit auf der Linken. Man wisse im Sinne der „political correctness“ zwar, wogegen man sei, habe aber keine eigene Orientierung. Damit laufe man Gefahr, substanzielle Gesellschaftspolitik durch die billige Jagd nach einem „metaphysischen Nazi“ zu ersetzen.
In einem Gastbeitrag in der Neuen Zürcher Zeitung forderte Brodkorb 2019, die ostdeutsche Gesellschaft müsse sich angesichts des Fachkräftemangels in den neuen Bundesländern stärker für Zuwanderung öffnen.
Im Magazin Cicero, für das er regelmäßig Kommentare verfasst, forderte er nach dem russischen Überfall auf die Ukraine am 24. Februar 2022 die Wiedereinführung der Wehrpflicht in Deutschland.
In dem Buch Gesinnungspolizei im Rechtsstaat? diskutierte 2024 Brodkorb grundlegende Reformbedarfe sowie die Forderung nach der Abschaffung des Bundesamtes für Verfassungsschutz (BfV).
Brodkorb äußerte Kritik zum Gutachten, mit dem das BfV die AfD als gesichert rechtsextrem einstufte, und bemängelt dass das Niveau der Arbeit der Verfassungsschutzbehörde überwiegend bedenklich sei. BfV-Gutachten, wie die zur AfD, seien in ihrer Beweisführung nur zu etwa „20%“ stichhaltig und der Rest „herbeikonstruiert“ worden. So fehle es im Gutachten zur AfD an einer objektiven bzw. „fairen Betrachtung“. So seien zentrale Texte der Partei, wie das Wahl- und Parteiprogramm, nicht im Gutachten analysiert worden, weil laut Brodkorb dort „nichts drin steht, was verfassungsfeindlich ist“. Das Gutachten wurde von Brodkorb in der Cicero vollständig veröffentlicht, wo er als Kolumnist tätig ist.

## Wissenschaftliche Schwerpunkte
Seinen wissenschaftlichen Schwerpunkt setzt Brodkorb bei der Erforschung rechtsextremistischer Ideologien. Im Jahr 2003 veröffentlichte er in diesem Zusammenhang mit dem Buch Metamorphosen von Rechts eine Einführung in Ideologie und Strategie des modernen Rechtsextremismus der NPD.

## Kritik
Im September 2021 erteilte der Deutsche Presserat der Online-Version der Zeitschrift Cicero eine öffentliche Rüge für den von Brodkorb verfassten Artikel Mein erstes Mal. Nachdem seine Anfrage um Teilnahme am Lesben-Frühlings-Treffen 2021 von den Veranstalterinnen abgelehnt worden war, hatte sich Brodkorb als lesbische Frau ausgegeben, unter falschem Namen registriert und teilgenommen, um über die Veranstaltung zu berichten. Nach Auffassung des Deutschen Presserats enthielt „die veröffentlichte Berichterstattung keine Informationen von öffentlichem Interesse, die die verdeckte Recherche rechtfertigten“. Der Presserat erteilte daher eine öffentliche Rüge wegen eines Verstoßes gegen die Grenzen und Grundsätze der Recherche.

## Schriften

### Selbstständige Schriften
- Mit Jörg Nielandt: Ausbau der Zivilgesellschaft. Non-Profit-Organisationen und Dritter Sektor (= Sozialismus.  Jg. 27, Suppl. 9). VSA, Hamburg 2000, ISBN 3-87975-956-1.
- Mit Thomas Schmidt: Gibt es einen modernen Rechtsextremismus? Das Fallbeispiel Mecklenburg-Vorpommern. Friedrich-Ebert-Stiftung, Schwerin 2002, ISBN 3-89892-050-X.
- Liberaler Kapitalismus oder soziale Demokratie? Die SPD auf dem Weg zu einem neuen Grundsatzprogramm. Bliemel, Banzkow 2003, ISBN 978-3-9809375-1-1.
- Metamorphosen von rechts. Eine Einführung in Strategie und Ideologie des modernen Rechtsextremismus. Westfälisches Dampfboot, Münster 2003, ISBN 3-89691-595-9.[42]
- Zur Zukunft der Hochschullandschaft von Mecklenburg-Vorpommern bis zum Jahr 2020. SPD-Landtagsfraktion Mecklenburg-Vorpommern, Schwerin 2004.
- Mit Katja Koch: Der Abiturbetrug. Vom Scheitern des deutschen Bildungsföderalismus. Eine Streitschrift. zu Klampen Verlag, Springe 2020, ISBN 978-3-86674-616-9.
- Gesinnungspolizei im Rechtsstaat? Der Verfassungsschutz als Gehilfe der Politik. Sechs Fallstudien. zu Klampen Verlag, Springe 2024, ISBN 978-3-9873701-6-8, vierte aktualisierte Auflage: 2025.
- Postkoloniale Mythen. Auf den Spuren eines modischen Narrativs. Eine Reise nach Hamburg und Berlin, Leipzig, Wien und Venedig. zu Klampen Verlag, Springe 2025, ISBN 978-3-98737-032-8.

### Herausgeberschaften
- Singuläres Auschwitz? Ernst Nolte, Jürgen Habermas und 25 Jahre Historikerstreit. Adebor, Banzkow 2011, ISBN 978-3-9809375-9-7.[43][44]
- Extremistenjäger!? Der Extremismus-Begriff und der demokratische Verfassungsstaat (= Endstation Rechts. Bd. 1). Adebor, Banzkow 2011, ISBN 978-3-9809375-7-3.[45]
- Henning Eichberg: Ethnopluralismus von links: Ein politisches Testament, (herausgegeben von Mathias Brodkorb), 2022, ISBN 979-8-6426-8314-9.

### Aufsätze (Auswahl)
- Zwischen Hitlerismus und Ethnopluralismus. Ein etwas anderer Blick auf den deutschen Rechtsextremismus. In: Hartmut Brenneisen u. a. (Hrsg.): 60 Jahre Grundgesetz (= Polizei und Sicherheitsmanagement. Bd. 6). Lit, Berlin u. a. 2010, ISBN 978-3-643-10636-0, S. 236–264.
- Schmeißt Buschkowsky aus der SPD! In: Jürgen Bellers (Hrsg.): Zur Sache Sarrazin. Wissenschaft – Medien – Materialien. Lit, Berlin, 2010, ISBN 978-3-643-10991-0, S. 33–38.[46]
- Vom Verstehen zum Entlarven – über „neu-rechte“ und „jüdische Mimikry“ unter den Bedingungen politisierter Wissenschaft. In: Jahrbuch Extremismus & Demokratie. Bd. 23, 2011, S. 32–64.
- Die Selbsterdrosselung des Staates. Was Deutschland von ukrainischen Flüchtlingen über seinen bürokratischen Wahnsinn lernen kann. In: Alexander Marguier, Volker Resing (Hrsg.): Der Selbstbetrug. Wenn Migrationspolitik die Realität ignoriert. Herder, Freiburg u. a. 2023, ISBN 978-3-451-39651-9, S. 69 ff.